# リタとナントカ
『リタとナントカ』（Rita et Machin、リタエマシャン）は、2006年より出版されているフランスの絵本シリーズである。

## 概要
原作:ジャン＝フィリップ・アルー＝ヴィニョ、絵:オリヴィエ・タレック。イギリス、アメリカ合衆国、日本をはじめとした海外でも翻訳・出版されている。
絵本を原作としたアニメ作品が、2010年11月よりNHK教育テレビのアニメワールドにおいて放送。全26話。監督は高木淳、こづつみPON（共同）キャラクターデザインは髙松さや。2012年10月にはBSプレミアム「おしりキッズ」内で再放送されたほか、2014年7月5日からはテレビ東京でも放送された。2017年4月7日から6月23日までNHK Eテレでセレクション形式で再放送が行われた。

## 登場人物
リタ
声 - 稲垣鈴夏
明るく天真爛漫な5歳の女の子。赤い花柄のワンピースがトレードマーク。
ナントカ
声 - 平田広明
リタが誕生日にプレゼントされた犬。マイペースだがどこか変わったところがある。リタ以外には秘密にしているが、人語を理解し話すことができる。
ママ
声 - 木村亜希子
パパ
声 - 白熊寛嗣
先生
声 - 根谷美智子
ボブ
声 - 石川寛美
サラヤ
声 - 神田朱未
ベルティユ
声 - 田村睦心

## 書籍
- 1巻「リタとナントカ」
- 2巻「リタとナントカ うみへいく」
- 3巻「リタとナントカ のにちようび」
- 4巻「リタとナントカ がっこうへいく」
- 5巻「リタとナントカ のクリスマス」
- 6巻「リタとナントカ のピクニック」
- 7巻「リタとナントカ のおかいもの」
- 8巻「リタとナントカ のおきゃくさま」

## アニメ
2010年11月1日 - 2010年12月3日に放送。

### スタッフ
- 音楽 - 水垣"カエル"雪絵
- 音響監督 - 藤野貞義
- 効果：庄司雅弘
- 音響制作 - 会田昌克
- 製作・著作 - 日本アニメーション、NHKエンタープライズ、Planet Nemo Animation、日本コロムビア
- OPアニメ - こづつみＰＯＮ，高松さや

### 各話リスト
| 話数 | サブタイトル                     |    | 話数                           | サブタイトル |
| ---- | -------------------------------- | -- | ------------------------------ | ------------ |
| 1    | リタとナントカ                   | 14 | リタとナントカのかそうパーティ |              |
| 2    | リタとナントカ うみへいく        | 15 | リタのあたらしいじてんしゃ     |              |
| 3    | リタとナントカのおきゃくさま     | 16 | リタとナントカ パリへいく      |              |
| 4    | ナントカのおうち                 | 17 | リタとナントカのおかいもの     |              |
| 5    | リタとナントカ サッカーをする    | 18 | ナントカのおたんじょうび       |              |
| 6    | リタとナントカ プールへいく      | 19 | リタとナントカのおんがくかい   |              |
| 7    | リタとナントカのにちようび       | 20 | リタ めいたんていになる        |              |
| 8    | リタとナントカ えんそくへいく    | 21 | リタとナントカ がっこうへいく  |              |
| 9    | リタとナントカ けんかをする      | 22 | リタとナントカのガーデニング   |              |
| 10   | リタとナントカのさかなつり       | 23 | ナントカ かぜをひく            |              |
| 11   | リタとナントカのひみつのかくれが | 24 | リタとナントカのほしにねがいを |              |
| 12   | リタとナントカとまいごのこがも   | 25 | リタとナントカのおさんぽ       |              |
| 13   | リタとナントカのピクニック       | 26 | リタとナントカのクリスマス     |              |